# Kometenstern
Der Kometenstern (Linckia multifora), auch Löchriger Seestern genannt, lebt im Roten Meer und im tropischen Indopazifik, von Ostafrika bis nach Japan, Hawaii und den Inseln des südlichen Pazifik. Er ist in weiten Teilen seines Verbreitungsgebietes der häufigste Seestern. Der Kometenstern bekam seinen deutschen Namen wegen der häufig durch die Vermehrung durch Teilung auftretenden unregelmäßigen Exemplare, die verschieden lange Arme haben. Individuen, die durch Abtrennung eines einzelnen Arms entstanden, ähneln, wenn die fehlenden, nachwachsenden Arme erst wenige Zentimeter lang sind, einem Kometen.

## Merkmale
Kometensterne haben einen kleinen Körper und lange, dicke, im Querschnitt runde Arme. Die 15 Zentimeter im Durchmesser erreichenden Tiere sind cremefarben, hellgelb, oliv, hellbraun oder grünlich gefärbt. Der Körper ist mit vielen dunklen oder roten, porenreichen Flecken gesprenkelt. Gewöhnlich haben Kometensterne fünf Arme, da sie sich aber oft ungeschlechtlich durch Teilung vermehren, sieht man auch Exemplare mit vier bis sieben Armen und mit unterschiedlichen Armlängen.

## Lebensweise
Adulte Kometensterne leben tagaktiv in Korallenriffen bis in 40 Metern Tiefe.
Kometensterne ernähren sich von Detritus, Algen, Aas und wirbellosen Kleintieren. Neben der schon erwähnten ungeschlechtlichen Vermehrung, pflanzen sich die Stachelhäuter durch die Abgabe der Gameten ins Wasser geschlechtlich fort.
Der Seestern wird von drei parasitischen Schnecken aus der Familie Eulimidae befallen: An der Unterseite der Tiere findet man oft die parasitische Schnecke Thyca ectoconcha, bisweilen auch die mit dieser verwandte Thyca crystallina, die sich mit ihrem Saugrüssel von Gewebe und Körperflüssigkeit des Wirtes ernährt. Stilifer linckiae dringt dagegen ganz in den Seestern ein und lebt als Endoparasit geschützt unter der Haut, die zu einer Galle anschwillt, wobei die Schnecke durch eine Öffnung noch Zugang zum Außenwasser hat.

## Aquaristik
Kometensterne werden oft für die Aquarienhaltung gefangen und importiert. Sie sind viel besser haltbar als die meisten anderen Seesterne und schädigen keine anderen Wirbellosen. Aber auch hier überleben die meisten Exemplare nur einige Monate. Wahrscheinlich verhungern sie, da sie nicht genug Futter finden und das angebotene Ersatzfutter nicht angenommen wird.